# Pires Constantino
Pires Constantino, noto semplicemente come Tino (Rio de Janeiro, 20 ottobre 1929 – 2002), è stato un calciatore brasiliano, di ruolo centrocampista o attaccante.

## Caratteristiche tecniche
Impiegato nel ruolo di centrocampista offensivo, poteva giocare sia da attaccante sia da ala destra.

## Carriera
Cresciuto nel Vasco da Gama, nel 1951 si trasferisce in Francia. Veste le casacche di Nímes, Marsiglia e Lione prima di concludere la carriera in seconda divisione, nel 1966, dopo aver totalizzato 372 presenze e 79 marcature tra campionato di prima e di seconda divisione, Coppa di Francia e competizioni UEFA per club.